# Hubert Gasiul
Hubert Gasiul (ur. 18 maja 1979) – polski muzyk, kompozytor, perkusista.
Ukończył studia na Uniwersytecie Kazimierza Wielkiego w Bydgoszczy. Członek Akademii Fonograficznej ZPAV.
Od 2006 perkusista zespołu Wilki. Wcześniej grał w zespole Dezire i współtworzył grupę IKA z Anią Rusowicz. Współpracował również z zespołami Roan, Mrs.Plastic, Kamasutra, Sebastianem Makowskim, Tomem Hornem, Upside Down, Schizma, Sidneyem Polakiem, Urszulą, Patrycją Markowską. Występował w Orkiestrze Męskie Granie 2016.

## Dyskografia
- Dezire – Pięć smaków (2005)
- Wilki – Obrazki (2006)[3]
- Wilki – MTV Unplugged (2009)[4]
- Patrycja Markowska – Patrycja Markowska (2010)[5]
- Ania Rusowicz – Mój Big-Bit (2011)
- Wilki – Światło i mrok (2012)
- Ania Rusowicz – Genesis  (2013)
- Wilki – Przez dziewczyny (2016)
- Męskie Granie Orkiestra (2016)
- Ania Rusowicz -RetroNarodzenie (2016)
- niXes - niXes (2017)
- Ania Rusowicz - Przebudzenie (2019)